# 维克托·费泽森
维克托·费泽森（丹麥語：Victor Feddersen，1968年1月31日—），丹麦男子赛艇运动员。他曾代表丹麦参加1996年和2000年夏季奥林匹克运动会赛艇比赛，获得一枚金牌和一枚铜牌。